# Kazungula
Kazungula – małe nadgraniczne miasteczko w południowej Zambii, położone na północnym brzegu rzeki Zambezi, 70 kilometrów na zachód od Maramby. Spotykają się tam granice czterech państw – Zimbabwe, Namibii, Zambii i Botswany. Jest stolicą okręgu administracyjnego o tej samej nazwie.
Przed otwarciem mostu w 2021 roku znajdowała się tu przeprawa promowa do miasta Kasane w Botswanie. Był to jeden z największych promów w regionie, miał udźwig 70 ton. 2 km od Kazunguli znajduje się droga Livingstone-Sesheke łącząca Zambię i Namibię.